# الغد (صحيفة)
صحيفة الغد صحيفة يومية عربية مستقلة تصدر في عمَّان - الأردن، عن الشركة المتحدة للصحافة. تُعَد أولَ صحيفة يومية وطنية مستقلة في الأردن.

## التاريخ
أسس محمد عليان شركة الغد في أغسطس 2004، عليان هو أيضا رئيس شركة الفريدة للطباعة المتخصصة، وناشر الصحيفة اليومية. اعتبارًا من عام 2005 كان عماد حمود رئيس تحرير الصحيفة. اقتحم مسلحون مقر الصحيفة في نوفمبر 2011، وهاجموا الموظفين. وتزامنت استقالة رئيس التحرير مصطفى صالح في الشهر التالي مع إقالة جمانة غنيمات، رئيسة تحرير صحيفة الرأي المملوكة للدولة، من قبل وزير الدولة لشؤون الإعلام والاتصال، راكان المجالي. رئيس تحريرها كان جمانة غنيمات  التي تم تعيينها في هذا المنصب في أواخر عام 2011، حتى عام 2018. اعتبارًا من عام 2011 كان محمد سويدان مدير تحرير الصحيفة اليومية. بالإضافة إلى نسخته المطبوعة، أطلقت النسخة الإلكترونية  التي وصلت إلى عدد كبير من القراء. كان الموقع العاشر الأكثر زيارة لعام 2010 في منطقة الشرق الأوسط وشمال إفريقيا.

## المحتوى
الجريدة مقسمة إلى خمسة أقسام:
- الغد الأردني (الغد الأردن): للأخبار المحلية في الأردن
- العالم العربي والعالم: يغطي الأخبار الدولية والإقليمية.
- التحدي: للأخبار الرياضية التي تجري.
- الاقتصاد: يغطي الاقتصاد الدولي وأخبار الأعمال.
- حياتنا: يغطي أخبار الصحة ونمط الحياة.

## الأقسام
الجريدة مقسمة إلى خمسة أقسام:
- الغد الأردني (الغد الأردن): للأخبار المحلية في الأردن
- العالم العربي والعالم: يغطي الأخبار الدولية والإقليمية.
- التحدي: للأخبار الرياضية التي تجري.
- الاقتصاد: يغطي الاقتصاد الدولي وأخبار الأعمال.
- حياتنا: يغطي أخبار الصحة ونمط الحياة.

## الصحفيون
- أيمن الصفدي
- سميح المعايطة
- موفق ملكاوي
- جميل النمري
- عماد حجاج
- علي القيسية
- محمد أبو رمان
- ياسر أبوهلالة
- خير الله خير الله
- عامر خطاطبة
- أحمد التميمي
- باسم طويسي
- فريهان سطعان الحسن
- حيدر النعيمي
- مكرم الطراونة
- علا عبد اللطيف

## وصلات خارجية
- الموقع الرسمي